# エレナ・ヴイチッチ
エレナ・ヴイチッチ（Jelena Vujičić、2001年1月24日 - ）は、モンテネグロのアルペンスキー選手。2018年平昌オリンピックのアルペンスキー女子大回転、回転に出場した。開会式では旗手を務めた。2022年北京オリンピックでも再び同種目に出場した。開会式では同じくアルペンスキーのエルダル・サリホヴィッチと共に再び旗手を務めた。

## 主な戦績
| 年   | 大会                     | 開催地                     | 種目   | 順位 | 記録      | 備考 |
| ---- | ------------------------ | -------------------------- | ------ | ---- | --------- | ---- |
| 2018 | オリンピック             | 平昌                       | 大回転 | 58位 | 2分58秒65 |      |
| 2018 | オリンピック             | 平昌                       | 回転   | -    | 途中棄権  |      |
| 2021 | アルペンスキー世界選手権 | コルティーナ・ダンペッツォ | 大回転 | -    | 途中棄権  |      |
| 2021 | アルペンスキー世界選手権 | コルティーナ・ダンペッツォ | 回転   | -    | 途中棄権  |      |
| 2022 | オリンピック             | 北京                       | 大回転 | -    | 途中棄権  |      |
| 2022 | オリンピック             | 北京                       | 回転   | -    | 途中棄権  |      |